# Kokoschka-Haus

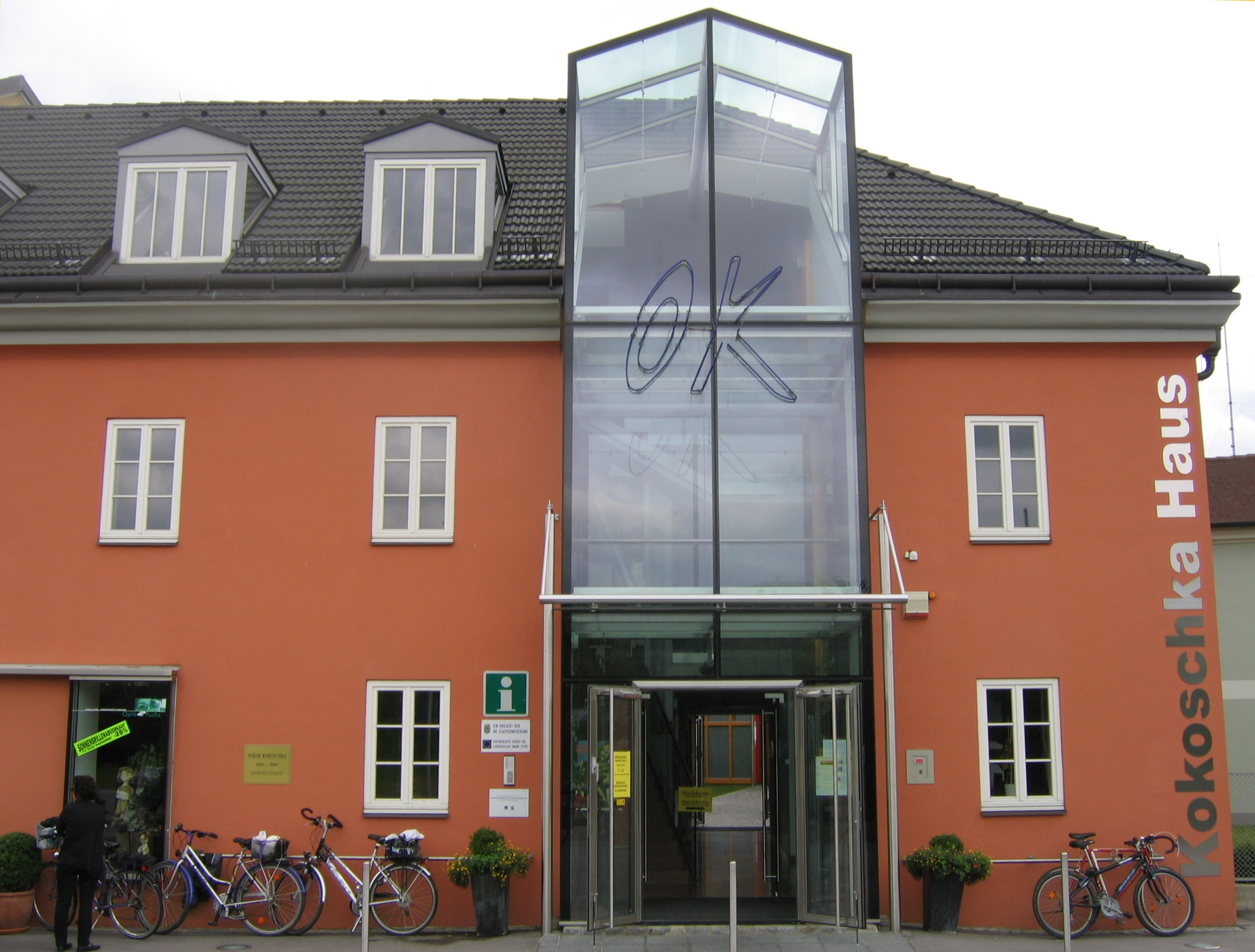
Kokoschka-Haus in Pöchlarn

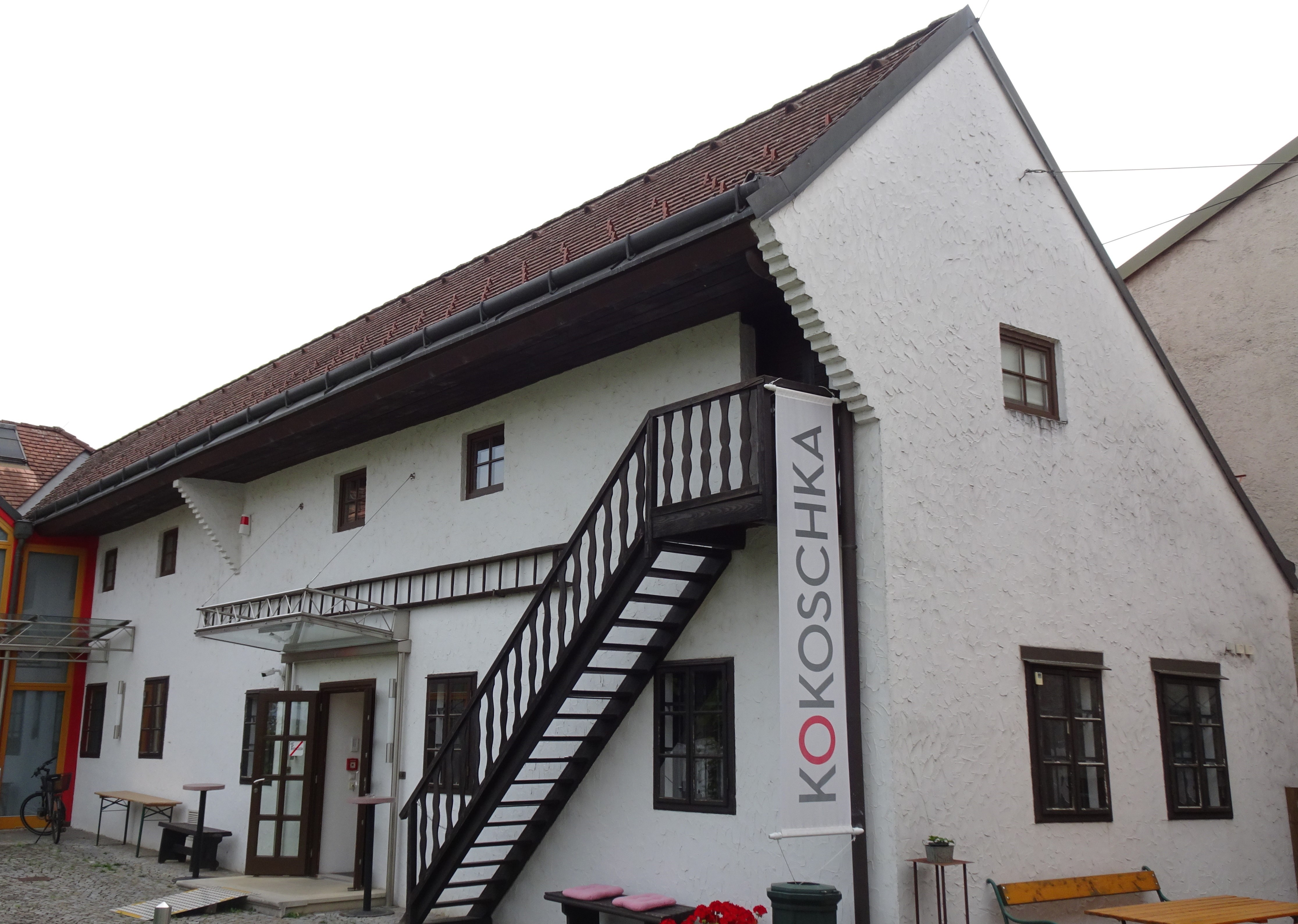
Hoftrakt

Das Kokoschka-Haus in Pöchlarn, Niederösterreich, ist das Geburtshaus des Künstlers Oskar Kokoschka und beherbergt das Oskar-Kokoschka-Dokumentationszentrum.

## Geschichte
Am 1. März 1886 kam Oskar Kokoschka in dem Haus mit der Adresse Regensburger Straße 29 in Pöchlarn zur Welt.
1973 wurde unter der Patronanz von Oskar und Olda Kokoschka der „Verein zur Erforschung und Dokumentation des Werkes Oskar Kokoschkas“ gegründet, mit Sitz im Geburtshaus Kokoschkas. Der Verein hat die Aufgabe, Leben und Werk des Künstlers zu präsentieren und jährlich wechselnd eine Sommer-Ausstellung mit Kokoschka-Bezug zu organisieren. Diese ist jeweils von Mai bis September zu besichtigen.
Der Verein hat in mehreren Ausstellungen vor allem das grafische Werk des Künstlers gezeigt. Daneben wurde eine Sammlung mit Grafiken, Quellen und Fotos zu Kokoschka aufgebaut.
Das Geburtshaus Kokoschkas wurde 1998 von der Stadtgemeinde Pöchlarn angekauft und in den folgenden Jahren zu einer modernen Galerie mit Kulturzentrum umgebaut und erweitert. Am 27. September 2002 wurde es als Kokoschka-Haus neu eröffnet. Das OK-Dokumentationszentrum hat weiterhin hier seinen Sitz.
Zusätzlich wurden Ausstellungsräume für Sonderausstellungen geschaffen. Schwerpunkt sind Ausstellungen mit Bezug zu Kokoschka, oder seinen Schülern.
Darüber hinaus finden Ausstellungen zeitgenössischer Künstler statt.
Weiters ist im Obergeschoß eine Bibliothek untergebracht, und bei Bedarf werden Videofilme über Leben und Werk Kokoschkas vorgeführt.
Der Rechtsträger für das Kokoschka-Haus, welches zu den Niederösterreichischen Sammlungen und Museen gehört, ist die Stadtgemeinde Pöchlarn.

## Objektbestand
Im Hoftrakt befindet sich das Ausstellungszentrum mit ca. 300 m² Ausstellungsfläche. Der Straßentrakt beherbergt die Touristeninformation der Stadt Pöchlarn, einen Shop, sowie die ständige Präsentation von Leben und Werk Kokoschkas.

## Weitere Quellen
- Brocza Judith: Die Museen des Bezirkes Melk. Diplomarbeit zur Erlangung des Magistergrades an der Geisteswissenschaftlichen Fakultät der Universität Wien. Eingereicht v.- Wien, 1989, S. 96–104
- Pöchlarn. Kokoschka-Lithographien in Pöchlarn. Gesamtkatalog in Vorbereitung. In: Das Waldviertel, 40.(51.) Jg., H. 3/1991, Horn, Krems, 1991, S. 277 f.
- Pöchlarn. 20 Jahre Kokoschka-Dokumentation. In: Das Waldviertel, 42.(53.) Jg., H. 3/1993, Horn, Krems, 1993, S. 276 f.
- 20 Jahre OK-Dokumentation Pöchlarn. Mit einer Jubiläumsausstellung feiert die „Oskar Kokoschka-Dokumentation Pöchlarn“ heuer ihr 20-jähriges Bestehen. In: NÖ Kultur Berichte, Wien, Juni 1993, S. 14 f., 1 Abb.
- Pöchlarn. Kokoschka-Ausstellung in Pöchlarn.ist sehenswert. In: Das Waldviertel, 43. (54.) Jg., H. 3/1994, Horn, Krems, 1994, S. 323 f., 1 Abb.